# أفضلية اللعب على الأرض
أفضلية اللعب على الأرض هو مصطلح في الرياضات الجماعية يشير إلى المزايا التي يتمتع بها الفريق المضيف الذي يلعب على أرض ملعبه ووسط مشجعيه مقارنة بالفريق الضيف، وغالبا ما يعود الفضل في هذه المزايا إلى التأثيرات النفسية التي يخلفها المشجعين الداعمين للفريق المضيف على كل من الحكام ولاعبي الفريق المنافس. بالإضافة إلى التأثيرات النفسية والفسيولوجية التي يعاني منها لاعبي الفريق الضيف من إجهاد بدني نتيجة ظروف الانتقال خارج الأرض ومن التغيرات مناخية وفروق التوقيت مقارنة بلاعبي الفريق المضيف الذي يلعب في ظروف وبيئة يألفها ولا يتكبد عناء الانتقال خارج أرضه.
تؤخذ أفضلية اللعب على الأرض في الحسبان عند تقييم أداء الفرق الرياضية، ففي معظم الرياضات الجماعية، تختلف الأحكام التي تطبق على كل من الفريق المضيف والفريق الضيف. في لعبة كرة القاعدة، على سبيل المثال، يضرب الفريق الضيف ضربة البداية دائمًا في كل جولة، وفي حالة المباريات التي لا تلعب على ملعب أي من الفريقين، يتم عن طريق القرعة اختيار فريق واحد ليكون هو الفريق الضيف اعتباريا، وبالتالي يكون من حقه ضرب ضربة البداية في كل جولة طوال المباراة. ولكن في بعض الحالات غير الشائعة يتم اعتبار الفريق الذي يلعب المباراة على ملعبه هو الفريق الضيف، بينما يتم اعتبار الفريق المنافس هو الفريق المضيف، مثلا عندما يتم تأجيل مباراة كان من المقرر إجراءها أصلاً أن تُلعب في أحد الملاعب ثم تُجرى لاحقًا على ملعب الفريق الآخر.

## المزايا
في معظم الرياضات الجماعية، يتفوق الفريق المضيف أو صاحب الأرض على الفريق الضيف بمجموعة من المزايا، لذلك عادة ما تنظم المباريات الهامة كالمباريات الفاصلة أو الإقصائيّة وفقًا لمعايير خاصة يتم من خلالها تحديد مكان ملعب المباراة، ففي كرة القدم على سبيل المثال، تُلعب المباريات التي تُقام على مرحلتين على ملعب كُلّ من الفريقين، فتكون مباراة المرحلة الأولى (مباراة الذهاب) على ملعب الفريق الأول، ثم تكون مباراة المرحلة الثانية (مباراة الإياب) على ملعب الفريق الآخر. تقام بعض المباريات الهامة في بعض الرياضات، مثل مباراة السوبر بول، على أرض محايدة لحرمان كلا الفريقين من أفضلية اللعب على الأرض. في أمريكا الشمالية، غالبا ما يُراعى في العديد من الرياضات الجماعية ككرة القاعدة وكرة السلة وهوكي الجليد أن يستضيف ملعب كل فريق أعدادا متساوية من المباريات الفاصلة، ولكن نظراً لأن عدد المباريات الفاصلة غالبا ما يكون عددا فرديا لتفادي حدوث حالة التعادل، فكثيرا ما يسمح للفريق الذي حقق نتائج أفضل خلال الموسم العادي بلعب عدد أكبر من المباريات الفاصلة على أرضه.
هناك الكثير من الأمثلة والحالات التي ساعدت فيها أفضلية اللعب على الأرض على جعل الفرق الأضعف تتمكن من الفوز على فرقا أقوى، ففي مباريات الذهاب والإياب ببطولات دوري أبطال أوروبا والدوري الأوروبي ودوري المؤتمر الأوروبي، كثيرا ما يتغلب الفريق الأضعف على الفريق الأقوى عندما يلعب على أرضه، بل إن فوز بعض المنتخبات ببطولة كأس العالم لكرة القدم، مثل فوز منتخب أوروجواي بكأس العالم عام 1930، وفوز منتخب إيطاليا بكأس العالم عام 1934، وفوز منتخب إنجلترا بكأس العالم عام 1966، وفوز منتخب ألمانيا بكأس العالم عام 1974، وفوز منتخب الأرجنتين بكأس العالم عام 1978، وفوز منتخب فرنسا بكأس العالم عام 1998، يُعزى إلى حد كبير في حقيقة الأمر لأفضلية اللعب على الأرض، كما يرى البعض أن الفضل في العدد الكبير من الميداليات التي حصدتها إنجلترا في دورة الألعاب الأولمبية الصيفية عام 2012 يعود لأفضلية اللعب على الأرض نظرا لإقامة فعاليات البطولة في مدينة لندن، وعلى الرغم من ذلك فإنّ أفضلية اللعب على الأرض لم تُساعد كندا على حصد الكثير من الميداليات في دورة الألعاب الأولمبية الصيفية لعام 1976، والتي أقيمت بمدينة مونتريال الكندية، وكانت هي المرة الأولى في تاريخ البطولية التي يفشل فيها لاعبو الدولة المضيفة في حصد أي ميداليات ذهبية. وجدت دراسة أجرتها صحيفة التايمز البريطانية عام 2006 أنه في بطولة الدوري الإنجليزي الممتاز، يمكن توقع أن يسجل الفريق المضيف أهدافًا أكثر بنسبة 37.29٪ من الفريق الضيف، على الرغم من أن هذا يتغير اعتمادًا على جودة الفرق المشاركة. يُمكن أن يختلف تأثير أفضلية اللعب على الأرض باختلاف الرياضات، والمناطق، والمُسابقات، والمواسم الرياضية، والمستويات، فغالبا ما يكون اللعب على الأرض أكثر تأثيرا في المسابقات حديثة العهد، ولكن من المُلاحظ بشكل عام أن اللعب على الأرض قد أصبح أقلّ تأثيرا خلال العقود الأخيرة.

## الأسباب
يُمكن أن يعزى تفوق الفريق الذي يلعب على أرضه على الفريق الضيف إلى مجموعة من العوامل، ومن أهم هذه العوامل ما يلي:

### تأثير المشجعين
في معظم الرياضات الجماعية عادة ما تكون الملاعب ممتلئة بمشجعي الفريق المضيف، والذين يُمكن اعتبارهم أحيانًا بمثابة لاعبين إضافيين للفريق المضيف، إذ يمكن لمشجعي الفريق المضيف أحيانًا خلق حالة نفسية إيجابية من خلال الهتاف بصوت عالٍ لتشجيع فريقهم عندما تحدث أشياء جيدة في المباراة، كما يمكن لمشجعي الفريق المضيف أيضًا ترهيب لاعبي الفريق الضيف من خلال صيحات الاستهجان أو استخدام الصافرات أو التهكم. يُعتبر التأثير النفسي للعب الفريق وسط مشجعيه الداعمين، بالإضافة إلى الظروف البيئية المألوفة، وقلة الانتقالات، وإقامة اللاعبين في منازلهم بدلا من الفنادق من بين العوامل الأكثر شيوعًا، والتي يعزى إليها تفوق الفرق في المباريات التي تُلعب على أرضها. فقد كشفت دراسة أجريت عام 2024 حول نتائج مباريات هوكي الجليد التي أقيمت خلال جائحة كوفيد-19، والتي لم يُسمح فيها للمتفرجين بحضور المباريات بسبب فرض سياسات التباعد الاجتماعي، عن أن أفضلية اللعب على الأرض كانت أقلّ تأثيرا في حالة المباريات التي لُعبت بدون جمهور. يُمكن ملاحظة هذا التأثير بوضوح في مباريات كرة القدم عندما تتعالى صيحات مشجعي الفريق المضيف كُلما شرع لاعبو الفريق الضيف في لعب الكرة بحيث تعوق هذه الضوضاء التواصل بين اللاعبين ويصعب على لاعبي وسط الفريق الضيف سماع تعليمات مدربيهم بتغييرات اللعب. وعلى النقيض من ذلك، فإن مشجعي الفريق المضيف يكونوا هادئين تمامًا خلال كُل هجمة لفريقهم ضد الفريق المنافس، وهو ما يجعل لاعبي الفريق المضيف أكثر انتباها وأكثر قدرة على سماع التعليمات، وتفادي استدراج مدافعي الفريق المنافس لهم لإيقاعهم في مصيدة التسلل. يحدث نفس الشيء في مباريات كرة السلة، فتتعالى أصوات مشجعي الفريق المضيف ويبدأون في التلويح بأذرعم عندما يشرع لاعب الفريق الضيف في تنفيذ رمية حرة محاولين تشتيت انتباهه وإعاقته عن التسديد بشكل سليم.
غالبًا ما يفوق عدد مشجعي الفريق المضيف عدد مشجعي الفريق الضيف الذين قد يقطعون مسافات طويلة ويسافرون إلى مدن أو حتى قارات أخرى لحضور المباراة، والتي يكون وصول مشجعي الفريق المضيف إلى ملعبها أسهل بشكل عام، ويكون حصولهم على التذاكر مُتاحًا بصورة أكبر. لا تكون هذه الفوارق كبيرة في بعض الحالات، مثل مباريات الديربي المحلية التي يتواجد فيها ملعب كُل من الفريقين بنفس المدينة. في مباريات بعض الرياضات مثل كرة القدم، تكون هناك أقسام محددة من مدرج المباراة مخصصة لمشجعي كل فريق لتفادي وقوع أعمال العنف بين مشجعي الفريقين، وعندئذ يكون عدد المقاعد الأكبر مخصصا لمشجعي الفريق المضيف، كما أن وسائل وأدوات التشجيع كالمؤثرات الصوتية والبصرية والألعاب النارية غالبا ما تتوفر لدى مشجعي الفريق المضيف بصورة أكبر بسبب صعوبة الانتقال بهذه المواد من بلد إلى آخر. نشرت مجلة علوم الرياضة دراسة أجراها رايان بويكو الباحث بقسم علم النفس في كلية الآداب والعلوم بجامعة هارفارد حول 5000 مباراة من مباريات الدوري الإنجليزي الممتاز التي أقيمت خلال الفترة من عام 1992 وحتى عام 2006. ركزت الدراسة على مدى احتمالية حدوث التحيز التحكيمي وتأثير الجماهير المحلية لصالح الفريق صاحب الأرض، وتوصلت الدراسة إلى أنّ عدد الأهداف التي يسجلها الفريق المضيف تزداد بمقدار 0.1 هدف كلما ازداد عدد مشجعي الفريق المضيف الحاضرين للمباراة بمقدار 10000 شخص. كما وجدت الدراسة أيضًا أن احتمالية حصول الفرق صاحبة الأرض على ركلات الجزاء تكون أكبر، وخاصة مع الحكام عديمي الخبرة.

### الظروف البيئية
يكون لاعبو الفريق صاحب الأرض دائما معتادين على الظروف البيئية التي تُلعب فيها المباراة من الطقس والضغط الجوي وكثافة الهواء وغير ذلك، وهي الظروف التي قد تكون غير مألوفة وغير مريحة بالنسبة للاعبي الفريق الضيف، مما يؤثر بالسلب على أداء الفريق الضيف، فمثلا في مدينة دنفر الأمريكية التي تقع على ارتفاع ميل واحد (1.6 كيلومتر) فوق مستوى سطح البحر، تكون نسبة الأكسجين الموجود في الهواء أقل، مما يقلل من قدرة الرياضيين على تحمل الإجهاد البدني ما لم تعتاد أجسادهم على ذلك الانخفاض في نسبة أكسجين الهواء. وحتى في لعبة كرة القاعدة التي لا تتطلب الكثير من التمارين الهوائية كالرياضات الأخرى، فإنّ الارتفاع الكبير يؤثر أيضًا على طريقة اللعب وأداء اللاعبين، ففي مدينة دنفر تقل قُدرة الرامي على تنفيذ رمية فعالة إذ يجب على الكرة أن تقطع مسافة أكبر بمقدار نحو 10% بسبب الارتفاع الكبير فوق مستوى سطح البحر، والمناخ شبه الجاف حيث يبلغ متوسط هطول الأمطار في المدينة حوالي 16 بوصة / 400 ملم سنويًا. تتسبب الرطوبة المنخفضة أيضًا في جفاف الكرات المُستخدمة في رياضة كرة القاعدة، مما يجعل من الصعب على اللاعبين الرماة الإمساك بالكرات وتقل قدرتهم على رمي الكرات المكسورة، وهي المشكلة التي استطاع لاعبو فريق كولورادو روكيز التغلب عليها باستخدام حافظات الرطوبة التي تحافظ على الكرات من الجفاف. دائما ما يتمتع فريق كولورادو روكيز بأفضلية اللعب على الأرض في جميع المباريات التي تُلعب في مدينة دنفر. يتميز منتخب بوليفيا لكرة القدم كذلك بقدرته على اللعب على ارتفاعات عالية، وهو ما مكنه من الفوز على فريق منتخب البرازيل الذي كان يحتل المرتبة الأولى عالميا وفقًا لتصنيف الاتخاد الدولي لكرة القدم في المباراة التي جرت في العاصمة البوليفية لاباز الواقعة على ارتفاع 3600 متر (11800 قدم) فوق سطح البحر خلال التصفيات المؤهلة لكأس العالم عام 2002، ثم تغلب المنتخب البوليفي في المباراة التي أقيمت في 1 أبريل 2009 على منتخب الأرجنتين الذي كان يحتل المرتبة السادسة عالميا بحسب تصنيف الاتحاد الدولي لكرة القدم بنتيجة 6-1، وهي أثقل هزيمة يتلقاها المنتخب الأرجنتيني منذ عام 1958.
أثر موقع مدينة دنفر المرتفع بشكل كبير فوق سطح البحر أيضًا على أداء مباريات كرة القدم الأمريكية التي لُعبت في المدينة، والتي شهدت إحداها تسجيل ثاني أطول هدف ميداني في تاريخ الدوري الوطني لكرة القدم، كما شهدت مباراة أخرى لعبت في دنفر تسجيل أطول ركلة في تاريخ الدوري الوطني لكرة القدم الأمريكية. وفي رياضة الكريكت، تختلف حالة الملعب وسلوك الكرة عندما ترتد عن الملعب بشكل كبير في أجزاء مختلفة من العالم، وبالتالي يكون على لاعبي الفريق الضيف عند اللعب على أرض دولة أخرى أن يتكيفوا مع تحرك الكرة بطريقة غير مألوفة. وبالإضافة إلى ذلك، فإنّ للفريق المضيف يكون من حقه تعديل إعداد ملاعبه بطريقة تُساعده على تعزيز نقاط قوته أو مفاقمة نقاط ضعف خصمه.